# Vicente Noble (ort)
Vicente Noble är en ort i Dominikanska republiken. Den ligger i provinsen Barahona, i den sydvästra delen av landet, 130 km väster om huvudstaden Santo Domingo. Vicente Noble ligger 36 meter över havet och antalet invånare är 11 060.
Terrängen runt Vicente Noble är platt åt sydväst, men åt nordost är den kuperad. Runt Vicente Noble är det ganska tätbefolkat, med 104 invånare per kvadratkilometer. Närmaste större samhälle är Cabral, 15,4 km söder om Vicente Noble. Omgivningarna runt Vicente Noble är en mosaik av jordbruksmark och naturlig växtlighet.